# First Love Last Rites
First Love Last Rites è il terzo album discografico del gruppo musicale pop rock statunitense dei Cock Robin, pubblicato nel 1989. Le canzoni sono state sono scritte e musicate da Peter Kingsbery, tranne For Experience Sake che è attribuita ad entrambi i componenti del gruppo.

## Tracce
1. Stumble and Fall
2. Straighter Line
3. Win or Lose
4. One Joy Bang
5. For Experience Sake
6. It's Only Make Believe
7. Hunting Down a Killer
8. Any More than I Could Understand
9. My First Confession
10. Manzanar
11. Worlds Apart

## Formazione
- Peter Kingsbery - voce, tastiere
- Anna LaCazio - voce

## Altri musicisti
- Pat Mastelotto: batteria
- Luis Conte: percussioni
- Corky James: chitarra
- John Pierce: basso
- Ramon Flores, Samuel Nolasco and Xavier Serrano: mariachi
- David Faragher: basso in Stumble and Fall, Any More than I Could Understand e Manzanar
- Paul Mitchell: additional drumming in Manzanar